# ニコ☆プチ
『ニコ☆プチ』は、新潮社が2006年9月13日に創刊した小学生向けのファッション雑誌。小学生向けのファッション誌として、中学生向けファッション誌『nicola』の姉妹誌として創刊された。2009年2月21日より長らく偶数月の年6回発行される隔月刊誌であったが、2025年秋号より3・6・9・12月の10日に発売される季刊誌となる。

## 概要
ニコ☆プチを創刊した理由として、編集長の山元啄冶は「元々『ニコラ』はローティーン（小中学生）雑誌だったが、中学生雑誌に変更した。すると競合誌まで『中学生雑誌』に変更し、小学生が読むファッション誌が無くなってしまったから」と語っている。発行部数は、約10万部（日本雑誌協会調べ）。
- 専属モデルが雑誌を飾っている。
- かつてはニコ☆プチのモデルを決める「プチモオーディション」が行われていたが廃止され、2007年秋号から「コーディネート選手権」が開始し、ほぼ毎号募集をした中から読者モデルを選出していた。2012年12月号にプチモオーディションが復活し、以降毎年行われている。
- 目標として、「日本のJS（女子小学生）文化を世界に発信すること」を挙げている。

## 沿革
- 2006年9月13日、創刊。
  - コーディネート選手権の前身となる、「第1回ニコ☆プチモデルオーディション」の応募者を募集する。
- 2007年2月22日、創刊号が好評だったため、第2号の「春号」が発売。
  - 第1回ニコ☆プチモデルオーディションのグランプリは松田侑花と前住愛美になり、プチモとして活躍する。
- 2007年8月22日（秋号）、第1回コーディネート選手権を開催。
- 2008年2月22日（春号）、小学校低学年のための別冊付録『ニコ☆プチKIDS』を創刊。
- 2009年2月22日（4月号）、隔月刊化。
  - 創刊号から毎号表紙の「ニコ☆プチ」のロゴの上に書かれていた「nicola別冊」の肩書きが消える。
  - ニコラネット内に「ニコ☆プチinfo」という、ニコ☆プチの情報が書かれたコーナーが設けられていたたが、「ニコ☆プチネット」として独立。
- 2010年2月22日、初の専属男子モデルとして、横浜流星が登場する。
- 2010年11月5日、プチモの田尻あやめと森高愛が最新のファッションを紹介するテレビ番組「Girls Lab」がキッズステーションにてスタート。森高がニコ☆プチを卒業した後は、澤田汐音が引き継いだ。
- 2011年、印刷部数がローティーン誌にて姉妹誌のnicolaに次ぐ2位になる[3]。
- 2011年7月22日、ニコ☆プチ読者ブログ☆サポーター がスタート
- 2011年12月22日（2月号）、3月21日にニコ☆プチ単独では初となるファッションショー「ニコ☆プチJSガールズコレクション2011」が開催されることを発表。しかし3月11日に東日本大震災が発生し、5月22日に延期された。
- 2016年2月22日（4月号）、創刊10周年を迎えた。
- 2019年11月22日、フリーペーパー  『ニコ☆プチPlus』を発行開始。
- 2023年7月1日、編集長が馬場すみれから若狭夢莉香に交代
- 2025年6月22日、2025年8月号を発売。この号を最後に隔月発行を終了し、季刊誌に移行。

## モデル
ニコ☆プチには、専属モデルの「プチ㋲」と専属メンズモデルの「メン㋲」、読者モデルがいる。プチ㋲とメン㋲はプロのモデルであり、表紙やファッションページなどに登場。ギャランティーが発生し、交通費は編集部が負担。スタイリングやヘアメイクはプロの者が手がける。一方、読者モデルは、読者モデルのために設けられた企画に登場する。ギャランティーはなく、交通費は自己負担。洋服は私服でヘアメイクも自前である。
読者モデルは、読㋲リーダーズの「読リー」・一般の読者モデル「読㋲」に分かれる。毎号ニコ☆プチのアンケート用紙で募集をしているニコ☆プチ読者スナップ企画の「コーディネイト選手権」に応募して、撮影に呼ばれたコの中から特におしゃれなコが、読㋲リーダーズになれる。2025年6月現在、読リーは7人いる（詳しくは読者モデルリーダーズを参照）。

### プチ㋲
- ニコ☆プチの専属モデル。
- 身長140cm以上の小学生の女の子を対象として、編集部が年に一度行っているニコ☆プチモデルオーディションで決める。他には、avex主催のキラチャレでモデル部門のニコ☆プチ賞を受賞することでなれる。
- ニックネームは姉妹誌のnicolaと同じく、原則として名前をカタカナにしたものである。ただし、疋田英美は「ヒデ」、黒坂莉那は「クロちゃん」、琴楓は「こっちゃん」、石山えこは「えっちゃん」、森﨑美月は「もんちゃん」、星乃あんなは「あんにゃ」、末永ひなたは「ヒナちゃん」、藤中璃子は「フジリコ」と愛称が付けられた。

#### 現役ニコプチモデル
2025年8月号現在/就任号順･生年月日順
| 名前       | 名前            | 愛称       | 生年月日               | 就任号       | 表紙回数 | 事務所                                     | 備考 |
| ---------- | --------------- | ---------- | ---------------------- | ------------ | -------- | ------------------------------------------ | ---- |
| 末永ひなた | すえなが ひなた | ヒナちゃん | 2012年6月18日（13歳）  | 2022年2月号  | 8回      | アミューズ                                 |      |
| 高梨琴乃   | たかなし ことの | コトノ     | 2012年6月10日（13歳）  | 2022年12月号 | 0回      | スターダストプロモーション                 |      |
| 山腰理紗   | やまこし りさ   | リサ       | 2012年10月3日（12歳）  | 2022年12月号 | 3回      | エイベックス・マネジメント                 |      |
| 藤中璃子   | ふじなか りこ   | フジリコ   | 2012年4月23日（13歳）  | 2023年12月号 | 0回      | アービング                                 |      |
| 井口美怜   | いぐち みれい   | ミレイ     | 2012年5月27日（13歳）  | 2023年12月号 | 0回      |                                            |      |
| かのん     | かのん          | かのん     | 2012年6月29日（13歳）  | 2023年12月号 | 0回      | スターダストプロモーション                 |      |
| 安藤実桜   | あんどう みお   | ミオ       | 2012年11月8日（12歳）  | 2023年12月号 | 1回      | ボックスコーポレーション                   |      |
| 土井ありさ | どい ありさ     | アリサ     | 2012年11月29日（12歳） | 2023年12月号 | 1回      | スターダストプロモーション                 |      |
| 井上美聖   | いのうえ みあ   | ミア       | 2013年7月23日（12歳）  | 2023年12月号 | 0回      | エイベックス・アーティストアカデミー大阪校 |      |
| 青島希愛   | あおしま きあら | キアラ     | 2012年5月10日（13歳）  | 2024年2月号  | 0回      | エイベックス・マネジメント                 |      |
| 藤田蒼果   | ふじた あおか   | アオカ     | 2012年11月7日（12歳）  | 2024年2月号  | 0回      | エイベックス・マネジメント                 |      |
| 瑞島穂華   | みずしま ほのか | ホノカ     | 2012年12月7日（12歳）  | 2024年12月号 | 1回      | アミューズ                                 |      |
| 桃瀬りむ   | ももせ りむ     | りむ       | 2013年4月29日（12歳）  | 2024年12月号 | 1回      | テンカラット                               |      |
| 小沢ちひな | おざわ ちひな   | ちひな     | 2013年5月13日（12歳）  | 2024年12月号 | 0回      | ElevenOne                                  |      |
| 雫月もも   | しずき もも     | もも       | 2014年4月28日（11歳）  | 2024年12月号 | 0回      | スターダストプロモーション                 |      |
| 真田桃羽   | さなだ とわ     | トワ       | 2014年5月25日（11歳）  | 2024年12月号 | 0回      | エイベックス・マネジメント                 |      |
| 丸山晏奈   | まるやま あんな | アンナ     | 2012年5月16日（13歳）  | 2025年2月号  | 0回      | エイベックス・マネジメント                 |      |

#### レギュラープチ㋲卒業生
| 名前         | よみ              | 愛称       | 生年月日（現在の年齢） | プチ㋲就任号 | 卒業号      | 表紙回数                | プロダクション名                           | 卒業後の主な活動                                            |
| ------------ | ----------------- | ---------- | ---------------------- | ------------ | ----------- | ----------------------- | ------------------------------------------ | ----------------------------------------------------------- |
| 橘侑里       | たちばな ゆうり   | ユウリ     | 2011年9月14日（13歳）  | 2022年2月号  | 2025年6月号 | 1回                     | ABP inc.                                   | nicora専属モデル                                            |
| 川瀬翠子     | かわせ すいこ     | スイコ     | 2012年3月27日（13歳）  | 2022年2月号  | 2025年6月号 | 9回(歴代2位)            | スマイルモンキー                           |                                                             |
| 新井葵来     | あらい あいら     | アイラ     | 2011年6月14日（14歳）  | 2022年12月号 | 2025年6月号 | 1回                     | ジャパン・ミュージックエンターテインメント |                                                             |
| 山本初華     | やまもと いちか   | イチカ     | 2011年8月29日（13歳）  | 2022年12月号 | 2025年6月号 | 1回                     | サンミュージックプロダクション             | nicora専属モデル                                            |
| 外山凛夏     | とやま りんか     | リンカ     | 2011年7月22日（14歳）  | 2023年2月号  | 2025年6月号 | 3回                     | エイベックス・マネジメント                 |                                                             |
| 神田桃杏     | かんだ もあ       | モア       | 2011年8月3日（14歳）   | 2024年2月号  | 2025年6月号 | 2回                     | エイベックス・マネジメント                 |                                                             |
| 崎浜梨瑚     | さきはまりこ      | リコ       | 2010年4月20日(15歳)    | 2022年4月号  | 2024年6月号 | 5回                     | イトーカンパニー                           | nicola専属モデル                                            |
| 中瀬梨里     | なかせりり        | リリ       | 2010年4月21日(15歳)    | 2022年4月号  | 2024年6月号 | 2回                     | サンミュージック                           | nicola専属モデル                                            |
| 葉山若奈     | はやまわかな      | ワカナ     | 2011年1月28日(14歳)    | 2022年4月号  | 2024年6月号 | 3回                     | アミューズ                                 | nicola専属モデル                                            |
| ジュリア     | じゅりあ          | ジュリア   | 2011年3月24日(14歳)    | 2022年4月号  | 2024年6月号 | 1回                     | エイベックス・マネジメント                 |                                                             |
| ロガチ莉杏奈 | ろがちりあな      | リアナ     | 2011年4月1日(14歳)     | 2022年10月号 | 2024年6月号 | 1回                     | イデア                                     |                                                             |
| 里乃         | りの              | リノ       | 2010年4月20日(15歳)    | 2022年12月号 | 2024年6月号 | 1回                     | スターダストプロモーション                 |                                                             |
| 関屋伊織     | せきやいおり      | イオリ     | 2010年12月30日         | 2022年12月号 | 2024年6月号 | 2回                     | スターダストプロモーション                 |                                                             |
| 星乃あんな   | ほしの あんな     | あんにゃ   | 2009年11月1日（15歳）  | 2020年2月号  | 2023年6月号 | 7回                     | エイジアプロモーション                     | nicola専属モデル                                            |
| 石原咲奈     | いしはら さな     | サナ       | 2009年9月4日（15歳）   | 2020年2月号  | 2023年6月号 | 1回                     | エイベックス・マネジメント                 |                                                             |
| 武藤新奈     | むとう にいな     | ニイナ     | 2009年11月19日（15歳） | 2021年2月号  | 2023年6月号 | 0回                     | エイベックス・マネジメント                 |                                                             |
| 濱﨑心愛     | はまさき みあい   | ミアイ     | 2009年7月15日（16歳）  | 2021年2月号  | 2023年6月号 | 0回                     | サンミュージック                           |                                                             |
| 星名ハルハ   | ほしな はるは     | ハルハ     | 2009年10月21日（15歳） | 2021年2月号  | 2023年6月号 | 6回                     | アミューズチアリングハウス                 | nicola専属モデル                                            |
| 川口莉奈     | かわぐち りな     | リナ       | 2009年12月27日（15歳） | 2021年2月号  | 2023年6月号 | 1回                     | スターダストプロモーション                 |                                                             |
| 竹下優名     | たけした ゆうな   | ユウナ     | 2010年1月14日（15歳）  | 2021年2月号  | 2023年6月号 | 0回                     | スターダストプロモーション                 | seventeen専属モデル                                         |
| 飯尾夢奏     | いいお ゆめな     | ユメナ     | 2010年3月2日（15歳）   | 2021年2月号  | 2023年6月号 | 2回                     | スペースクラフト・エージェンシー           |                                                             |
| 川崎王愛     | かわさき のあ     | ノア       | 2009年5月1日（16歳）   | 2021年4月号  | 2023年6月号 | 0回                     | エイベックス・マネジメント                 |                                                             |
| 具志川莉央   | ぐしかわ りお     | リオ       | 2009年11月12日（15歳） | 2022年2月号  | 2023年6月号 | 1回                     | Color's                                    |                                                             |
| 白水ひより   | しらみず ひより   | ヒヨリ     | 2009年12月16日（15歳） | 2022年2月号  | 2023年6月号 | 4回                     | アミューズチアリングハウス                 | nicola専属モデル                                            |
| 本多萌愛     | ほんだ めい       | メイ       | 2008年5月7日（17歳）   | 2020年4月号  | 2022年6月号 | 1回                     | エイベックス・マネジメント                 |                                                             |
| 浦田聖愛     | うらた まりあ     | マリア     | 2008年7月29日（17歳）  | 2019年12月号 | 2022年6月号 | 0回                     |                                            |                                                             |
| 椛島ひなた   | かばしま ひなた   | ヒナタ     | 2008年9月12日（16歳）  | 2021年2月号  | 2022年6月号 | 0回                     | エイジアプロモーション                     |                                                             |
| 土屋希乃     | つちや きの       | キノ       | 2008年8月25日（16歳）  | 2021年2月号  | 2022年6月号 | 0回                     | ヒラタオフィス                             |                                                             |
| 滝口芽里衣   | たきぐち めりい   | メリイ     | 2008年11月4日（16歳）  | 2021年2月号  | 2022年6月号 | 2回                     | スターダストプロモーション                 | seventeen専属モデル                                         |
| 小松崎ふたば | こまつざき ふたば | フタバ     | 2008年7月7日（17歳）   | 2021年2月号  | 2022年6月号 | 5回                     | ジュネス                                   | nicora専属モデル                                            |
| 有坂心花     | ありさか こはな   | コハナ     | 2008年5月25日（17歳）  | 2019年2月号  | 2022年6月号 | 5回                     | アミューズ                                 | nicora専属モデル                                            |
| 近藤藍月     | こんどう あき     | アキ       | 2007年6月30日（18歳）  | 2018年10月号 | 2021年6月号 | 4回                     | エイジアプロモーション                     |                                                             |
| 中山あやか   | なかやま あやか   | アヤカニ   | 2007年5月30日（18歳）  | 2019年2月号  | 2021年6月号 | 5回                     | バレンタインデュウ                         | nicora専属モデル                                            |
| 葛西杏也菜   | かさい あやな     | アヤナ     | 2007年4月28日（18歳）  | 2019年2月号  | 2021年6月号 | 1回                     | スターダストプロモーション                 |                                                             |
| 川合菖蒲     | かわい あやめ     | アヤメ     | 2007年12月7日（17歳）  | 2019年2月号  | 2021年6月号 | 0回                     | スペースクラフト                           |                                                             |
| 松本麗世     | まつもと れいよ   | れょぽょ   | 2008年2月29日（17歳）  | 2019年2月号  | 2021年6月号 | 0回                     | ライジング                                 | seventeen専属モデル                                         |
| 井口虹姫     | いのくち ここ     | ココ       | 2007年5月13日（18歳）  | 2019年4月号  | 2021年6月号 | 1回                     | エイベックス・マネジメント                 |                                                             |
| 犬飼恋彩     | いぬかい れいら   |            | 2007年8月4日（18歳）   | 2019年10月号 | 2021年6月号 | 2回                     | エイベックス・マネジメント                 |                                                             |
| 和田美羽     | わだ みう         | みうぴよ   | 2007年12月8日（17歳）  | 2019年10月号 | 2021年6月号 | 0回                     | アミューズ                                 |                                                             |
| 大里菜桜     | おおさと なお     | ナオ       | 2008年1月2日（17歳）   | 2020年2月号  | 2021年6月号 | 0回                     | ハリウッドラテ                             |                                                             |
| 森﨑美月     | もりさき みづき   | もんちゃん | 2007年4月9日（18歳）   | 2020年2月号  | 2021年6月号 | 3回                     | スターダストプロモーション                 |                                                             |
| 桧山ありす   | ひやま ありす     | アリス     | 2007年9月20日（17歳）  | 2020年2月号  | 2021年6月号 | 0回                     | スターダストプロモーション                 |                                                             |
| 藤岡舞衣     | ふじおか まい     | マイ       | 2008年1月28日（17歳）  | 2020年2月号  | 2021年6月号 | 1回                     | SANKIワールドワイド                        |                                                             |
| 八木珠梨     | やぎ じゅり       | ジュリ     | 2007年6月13日（18歳）  | 2020年2月号  | 2021年6月号 | 0回                     | サンミュージック                           |                                                             |
| 関谷瑠紀     | せきや るき       | ルキ       | 2006年8月8日（19歳）   | 2018年2月号  | 2020年6月号 | 5回                     | プラチナムプロダクション                   | すイエんサーガールズ、nicola元専属モデル                    |
| 丸山真亜弥   | まるやま まあや   | マアヤ     | 2006年10月8日（18歳）  | 2018年2月号  | 2020年6月号 | 1回                     | セブンスアヴェニュー                       | -                                                           |
| 石山えこ     | いしやま えこ     | えっちゃん | 2006年11月25日（18歳） | 2018年4月号  | 2020年6月号 | 0回                     | エイベックス・マネジメント                 | ピンクラテWEBモデル                                         |
| 高比良由菜   | たかひら ゆな     | ユナ       | 2006年10月10日（18歳） | 2018年10月号 | 2020年6月号 | 4回                     | スターダストプロモーション                 | 元nicola専属モデル                                          |
| 入江美沙希   | いりえ みさき     | ミサキ     | 2006年7月19日（19歳）  | 2018年10月号 | 2020年6月号 | 2回                     | スターダストプロモーション                 | Seventeen専属モデル、ブレイクタイムガールズメンバー         |
| 川本結月     | かわもと ゆづき   | ユヅキ     | 2007年2月1日（18歳）   | 2019年2月号  | 2020年6月号 | 0回                     | スターダストプロモーション                 | -                                                           |
| 美月         | みづき            | ミヅキ     | 2006年9月10日（18歳）  | 2019年4月号  | 2020年6月号 | 0回                     | エイベックス・マネジメント                 | すイエんサーガールズ                                        |
| 阿部ここは   | あべ ここは       | ココハ     | 2005年8月27日（19歳）  | 2016年2月号  | 2019年6月号 | 5回                     | チャームキッズ                             | 元nicola専属モデル                                          |
| 林芽亜里     | はやし めあり     | メアリ     | 2005年11月5日（19歳）  | 2016年2月号  | 2019年6月号 | 8回(歴代3位T)           | サンミュージックプロダクション             | 元nicola専属モデル、現non-no専属モデル                      |
| 山内寧々     | やまうち ねね     | ネネ       | 2005年9月21日（19歳）  | 2016年2月号  | 2019年6月号 | 2回                     | ライジングプロダクション                   | -                                                           |
| 琴楓         | ことか            | こっちゃん | 2005年12月22日（19歳） | 2017年2月号  | 2019年6月号 | 2回                     | セントラルジャパン                         | Seventeen専属モデル                                         |
| 田中杏奈     | たなか あんな     | アンナ     | 2005年11月17日（19歳） | 2017年2月号  | 2019年6月号 | 4回                     | エイジアプロモーション                     | 元Seventeen専属モデル、K-POPグループMEOVVのメンバー         |
| 藤村木音     | ふじむら きのん   | キノン     | 2005年4月8日（20歳）   | 2017年2月号  | 2019年6月号 | 4回                     | スターダストプロモーション                 | Seventeen専属モデル                                         |
| 中村紗亜也   | なかむら さあや   | サアヤ     | 2005年10月11日（19歳） | 2017年4月号  | 2019年6月号 | 2回                     | エイベックス・マネジメント                 | カンコー委員会3期生                                         |
| 小林咲葵     | こばやし さき     | サキ       | 2005年8月19日（19歳）  | 2018年2月号  | 2019年6月号 | 0回                     | エイジアプロモーション                     | STU48メンバー                                               |
| 聡美         | さとみ            | サトミ     | 2005年5月22日（20歳）  | 2018年2月号  | 2019年6月号 | 0回                     | エイベックス・マネジメント                 | -                                                           |
| 向田桃椛     | むけだ ももか     | モモカ     | 2005年5月22日（20歳）  | 2018年2月号  | 2019年6月号 | 0回                     | スターダストプロモーション                 |                                                             |
| 山田楓       | やまだ かえで     | カエデ     | 2005年12月20日（19歳） | 2018年2月号  | 2019年6月号 | 0回                     | エイジアプロモーション                     | K-POPグループtripleSのメンバー                              |
| 鈴木伶奈     | すずき れな       | レナ       | 2004年7月7日（21歳）   | 2015年4月号  | 2018年6月号 | 0回                     | サンミュージックプロダクション             | -                                                           |
| 夏目璃乃     | なつめ りの       | リノ       | 2004年6月15日（21歳）  | 2015年4月号  | 2018年6月号 | 1回                     | エイベックス・マネジメント                 | -                                                           |
| 殿内虹風     | とのうち にじか   | ニジカ     | 2005年2月9日（20歳）   | 2015年10月号 | 2018年6月号 | 0回                     | エイジアプロモーション                     | -                                                           |
| 高田凛       | たかた りん       | リン       | 2005年2月15日（20歳）  | 2016年2月号  | 2018年6月号 | 7回                     | エイベックス・マネジメント                 | 元nicola専属モデル                                          |
| 安村真奈     | やすむら まな     | マナ       | 2004年7月8日（21歳）   | 2016年4月号  | 2018年6月号 | 5回                     | エイベックス・マネジメント                 | 元nicola専属モデル                                          |
| 平原かのん   | ひらはら かのん   | カノン     | 2004年8月5日（21歳）   | 2017年2月号  | 2018年6月号 | 0回                     | チャームキッズ                             | -                                                           |
| 前田優衣     | まえだ ゆい       | ユイ       | 2004年8月5日（21歳）   | 2017年2月号  | 2018年6月号 | 0回                     | エイベックス・マネジメント                 | -                                                           |
| 町田恵里那   | まちだ えりな     | エリナ     | 2004年10月22日（20歳） | 2017年2月号  | 2018年6月号 | 2回                     | ボックスコーポレーション                   | 元nicola専属モデル                                          |
| 石田結耶     | いしだ ゆや       | ユヤ       | 2004年5月7日（21歳）   | 2017年10月号 | 2018年6月号 | 0回                     | イデア                                     | -                                                           |
| 岩崎春果     | いわさき はるか   | ハルカ     | 2003年4月26日（22歳）  | 2014年10月号 | 2017年6月号 | 6回                     | ライジングプロダクション                   | ふわふわメンバー                                            |
| 大野みさき   | おおの みさき     | ミサキ     | 2003年9月14日（21歳）  | 2014年12月号 | 2017年6月号 | 1回                     | チャームキッズ                             | -                                                           |
| 西川茉佑     | にしかわ まゆ     | マユ       | 2003年10月24日（21歳） | 2014年12月号 | 2017年6月号 | 1回                     | ヒラタオフィス                             | 2016年度-2017年度すイエんサーガールズ                       |
| 黒坂莉那     | くろさか りな     | クロちゃん | 2003年4月4日（22歳）   | 2015年4月号  | 2017年6月号 | 8回(歴代3位T)           | エイジアプロモーション                     | 元nicola専属モデル                                          |
| 千葉泉恋     | ちば すみれ       | スミレ     | 2004年3月19日（21歳）  | 2015年4月号  | 2017年6月号 | 0回                     | エイジアプロモーション                     | -                                                           |
| 乃亜         | のあ              | ノア       | 2004年3月12日（21歳）  | 2015年4月号  | 2017年6月号 | 1回                     | ライジングプロダクション                   | -                                                           |
| 石井香帆     | いしい かほ       | カホ       | 2003年6月10日（22歳）  | 2016年2月号  | 2017年6月号 | 0回                     | オスカープロモーション                     | -                                                           |
| 庄司凜花     | しょうじ りんか   | リンカ     | 2003年8月17日（22歳）  | 2016年2月号  | 2017年6月号 | 0回                     | スマイルモンキー                           | -                                                           |
| 涼凪         | すずな            | スズナ     | 2002年5月25日（23歳）  | 2014年4月号  | 2016年6月号 | 5回                     | バイツ                                     | 元nicola専属モデル                                          |
| 伊藤小春     | いとう こはる     | コハル     | 2002年11月7日（22歳）  | 2014年12月号 | 2016年6月号 | 4回                     | ライジングプロダクション                   | LOVE berry専属モデル                                        |
| 松田望愛     | まつだ のあ       | ノア       | 2002年9月4日（22歳）   | 2014年12月号 | 2016年6月号 | 0回                     | プラチナムプロダクション                   | -                                                           |
| 山田碧海     | やまだ あおみ     | アオミ     | 2002年10月31日（22歳） | 2014年12月号 | 2016年6月号 | 0回                     | セントラルジャパン                         | -                                                           |
| 岡香鈴       | おか かりん       | カリン     | 2003年2月10日（22歳）  | 2015年4月号  | 2016年6月号 | 0回                     | スターダストプロモーション                 | -                                                           |
| 小出華苑     | こいで かのん     | カノン     | 2001年10月8日（23歳）  | 2012年10月号 | 2015年6月号 | 1回                     | スターダストプロモーション                 | -                                                           |
| 香音         | かのん            | カノン     | 2001年4月20日（24歳）  | 2013年4月号  | 2015年6月号 | 12回(歴代1位)           | スターダストプロモーション                 | 元nicola専属モデル、元Popteen専属モデル、現non-no専属モデル |
| 津守望乃     | つもり のの       | ノノ       | 2001年11月26日（23歳） | 2013年4月号  | 2015年6月号 | 1回                     | セントラルジャパン                         | -                                                           |
| 関りおん     | せき りおん       | リオン     | 2001年10月6日（23歳）  | 2013年8月号  | 2015年6月号 | 2回                     | バーニングプロダクション                   | 元ピチレモン専属モデル、現LOVE berry専属モデル              |
| 川鍋朱里     | かわなべ しゅり   | シュリ     | 2001年7月18日（24歳）  | 2013年12月号 | 2015年6月号 | 0回                     | ヴィズミック                               | -                                                           |
| 石橋宇輪     | いしばし うわ     | ウワ       | 2001年9月14日（23歳）  | 2014年4月号  | 2015年6月号 | 0回                     | ヒラタオフィス                             | LOVE berryモデル                                            |
| 岡本結芽乃   | おかもと ゆめの   | ユメノ     | 2001年10月30日（23歳） | 2014年4月号  | 2015年6月号 | 4回                     | スターダストプロモーション                 | -                                                           |
| 丸山蘭奈     | まるやま らな     | ラナ       | 2002年1月6日（23歳）   | 2014年4月号  | 2015年6月号 | 0回                     | エヴァーグリーン・エンタテイメント         | 元Popteen専属モデル                                         |
| 生見愛瑠     | ぬくみ める       | メル       | 2002年3月6日（23歳）   | 2014年4月号  | 2015年6月号 | 2回                     | エイベックス・マネジメント                 | 元Popteen専属モデル、現CanCam専属モデル                     |
| 杉本愛莉鈴   | すぎもと まりり   | マリリ     | 2000年8月4日（25歳）   | 2011年12月号 | 2014年6月号 | 3回                     | エイジアプロモーション                     | 元ピチレモン専属モデル、現LOVE berryモデル                  |
| 二瓶葵       | にへい あおい     | アオイ     | 2000年12月19日（24歳） | 2012年12月号 | 2014年6月号 | 0回                     | ヴィジョンファクトリー                     | -                                                           |
| 佐久間乃愛   | さくま のあ       | ノア       | 2000年12月28日（24歳） | 2013年2月号  | 2014年6月号 | 2回                     | エイベックス・マネジメント                 | すイエんサーガールズ                                        |
| 松田りおな   | まつだ りおな     | リオナ     | 2000年6月18日（25歳）  | 2013年4月号  | 2014年6月号 | 0回                     | チャームキッズ                             | CROWN POPメンバー                                           |
| 桃果         | ももか            | モモカ     | 2000年8月25日（24歳）  | 2013年4月号  | 2014年6月号 | 3回                     | アデッソ                                   | Peekabooメンバー                                            |
| 田爪愛里     | たづめ あいり     | アイリ     | 2001年1月5日（24歳）   | 2012年4月号  | 2014年6月号 | 0回                     | テンカラット                               | -                                                           |
| 中川萌香     | なかがわ もか     | モカ       | 2001年2月26日（24歳）  | 2012年4月号  | 2014年6月号 | 1回                     | モラドカンパニー                           | -                                                           |
| 中園侑奈     | なかぞの ゆうな   | ユウナ     | 2000年5月21日（25歳）  | 2012年4月号  | 2014年6月号 | 5回                     | セントラルジャパン                         | -                                                           |
| 横山未空     | よこやま みく     | ミク       | 2000年2月9日（25歳）   | 2012年4月号  | 2013年6月号 | 0回                     | スターダストプロモーション                 | -                                                           |
| 永野芽郁     | ながの めい       | メイ       | 1999年9月24日（25歳）  | 2010年10月号 | 2013年6月号 | 7回                     | スターダストプロモーション                 | 元nicola専属モデル、元Seventeen専属モデル                   |
| 田代ひかり   | たしろ ひかり     | ヒカリ     | 2000年1月15日（25歳）  | 2011年12月号 | 2013年6月号 | 0回                     | スターダストプロモーション                 | 元Le Lienメンバー                                           |
| 阿部紗英     | あべ さえ         | サエ       | 2000年1月11日（25歳）  | 2010年4月号  | 2013年6月号 | 8回(当時最多、歴代3位T) | サディーカ                                 | -                                                           |
| 金泉杏美     | かねいずみ あみ   | アミ       | 1999年5月29日（26歳）  | 2011年8月号  | 2013年6月号 | 3回                     | EXPG                                       | -                                                           |
| 南乃彩希     | みなみの さき     | サキ       | 1999年4月27日（26歳）  | 2012年8月号  | 2013年6月号 | 0回                     | フォスター                                 | 元Seventeen専属モデル                                       |
| 戸川栞那     | とがわ かんな     | カンナ     | 1999年9月7日（25歳）   | 2012年2月号  | 2013年6月号 | 0回                     | エイベックス・マネジメント                 | -                                                           |
| 福島雪菜     | ふくしま ゆきな   | ユキナ     | 1998年11月11日（26歳） | 2010年12月号 | 2012年6月号 | 2回                     | エイベックス・マネジメント                 | 劇団4ドル50セント劇団員                                     |
| 五十嵐ありさ | いがらし ありさ   | アリサ     | 1999年3月8日（26歳）   | 2010年2月号  | 2012年6月号 | 3回                     | アミューズ                                 | 元ピチレモン専属モデル                                      |
| 田尻あやめ   | たじり あやめ     | アヤメ     | 1998年5月28日（27歳）  | 2010年6月号  | 2012年6月号 | 4回                     | ヴィジョンファクトリー                     | 元ピチレモン専属モデル、元乙女新党メンバー                  |
| 藤田みりあ   | ふじた みりあ     | ミリア     | 1998年6月15日（27歳）  | 2010年8月号  | 2012年6月号 | 0回                     | ヴィジョンファクトリー                     | フェアリーズ元メンバー                                      |
| 澤田汐音     | さわだ しおね     | シオネ     | 1998年7月17日（27歳）  | 2009年8月号  | 2012年6月号 | 3回                     | スターダストプロモーション                 | 元nicola専属モデル、元Popteen専属モデル、元Le Lienメンバー  |
| 森高愛       | もりたか あい     | アイ       | 1998年1月14日（27歳）  | 2009年8月号  | 2011年6月号 | 4回                     | テンカラット                               | 元ラブベリー専属モデル、元ピチレモン専属モデル              |
| 飯豊まりえ   | いいとよ まりえ   | マリエ     | 1998年1月5日（27歳）   | 2009年4月号  | 2011年6月号 | 6回(当時最多)           | エイベックス・マネジメント                 | 元nicola専属モデル、元Seventeen専属モデル、現Oggi専属モデル |
| 関紫優       | せき しゆう       | シユウ     | 1998年3月27日（27歳）  | 2008年冬号   | 2011年6月号 | 4回                     | イデア                                     | 元ピチレモン専属モデル                                      |
| 奏音         | かのん            | カノン     | 1997年2月7日（28歳）   | 2008年冬号   | 2010年6月号 | 2回                     | スターダストプロモーション                 | 元nicola専属モデル                                          |
| 井之上史織   | いのうえ しおり   | シオリ     | 1996年11月26日（28歳） | 2008年秋号   | 2010年6月号 | 0回                     | アクロスエンタテインメント                 | 元ラブベリー専属モデル、元ピチレモン専属モデル              |
| 山谷花純     | やまや かすみ     | カスミ     | 1996年12月26日（28歳） | 2009年10月号 | 2010年6月号 | 0回                     | エイベックス・マネジメント                 | 女優                                                        |
| 西野実見     | にしの まみ       | マミ       | 1996年11月24日（28歳） | 2008年夏号   | 2010年6月号 | 5回(当時最多)           | スターダストプロモーション                 | 元Seventeen専属モデル                                       |
| 三吉彩花     | みよし あやか     | アヤカ     | 1996年6月18日（29歳）  | 2008年夏号   | 2010年6月号 | 4回                     | アミューズ                                 | 元Seventeen専属モデル                                       |
| 阿蘇小百合   | あそ さゆり       | サユリ     | 1995年7月23日（30歳）  | 2008年夏号   | 2009年6月号 | 0回                     | アドバンス社                               | -                                                           |
| 榊原美紅     | さかきばら みく   | ミク       | 1995年4月26日（30歳）  | 2007年夏号   | 2009年6月号 | 0回                     | テンカラット                               | 元ラブベリー専属モデル                                      |
| 綿貫みらる   | わたぬき みらる   | ミラル     | 1995年10月2日（29歳）  | 2007年夏号   | 2009年6月号 | 0回                     | レプロエンタテインメント                   | 元DiaDaisy専属モデル                                        |
| 瓜生美咲     | うりゅう みさき   | ミサキ     | 1995年7月12日（30歳）  | 2007年秋号   | 2009年6月号 | 0回                     | ヒラタオフィス                             | 女優                                                        |
| 中島愛蘭     | なかじま あいら   | アイラ     | 1995年5月28日（30歳）  | 2007年冬号   | 2009年6月号 | 2回                     | エイベックス・マネジメント                 | 元nicola専属モデル                                          |
| 松田侑花     | まつだ ゆうか     | ユウカ     | 1996年3月24日（29歳）  | 2007年春号   | 2009年6月号 | 3回                     | オフィスジュニア                           | -                                                           |
| 疋田英美     | ひきだ ひでみ     | ヒデ       | 1995年3月31日（30歳）  | 2007年春号   | 2008年夏号  | 2回                     | バーニングプロダクション(旧プラチカ)       | 元ハナチュー専属モデル                                      |
| 伊藤夏帆     | いとう かほ       | カホ       | 1994年7月7日（31歳）   | 2006年創刊号 | 2008年夏号  | 4回(当時最多)           | スターダストプロモーション                 | 元nicola専属モデル                                          |
| 鈴木瑠華     | すずき るか       | ルカ       | 1995年2月24日（30歳）  | 2006年創刊号 | 2008年夏号  | 1回                     | サンミュージックブレーン                   | -                                                           |

#### その他の主な卒業プチ㋲
- 小島藤子（表紙0回）元おはガール、現在女優、ラブベリーの元専属モデル
- 飯田花歩（表紙0回）Hana*chu→の元専属モデル
- 前田亜美（表紙0回）AKB48の元メンバー、ラブベリーの元専属モデル
- 脇菜々香（表紙2回）天才てれびくんMAXの元てれび戦士
- 泉はる（表紙0回）nicola元専属モデル、元『non-no』専属モデル
- 武藤彩未（表紙0回）さくら学院の元生徒会長、元ちゃおガール
- 鈴木裕乃（表紙0回）私立恵比寿中学の元メンバー
- 小松菜奈（表紙0回）元CUTiEモデル、現在女優
- 岡田結実（表紙0回）天才てれびくんMAXと大!天才てれびくんの元てれび戦士、元ピチレモン専属モデル
- 岡村梨里（表紙0回）
- 永坂真心（表紙0回）
- 播本藍（表紙0回）
- 新美友菜（表紙0回）
- 中間朱音（表紙0回）

その他の卒業プチ㋲や現役プチ㋲はCategory:プチモを参照
メン㋲
プチ㋲と同じくプロのモデル。身長140㎝以上の小学5年生から中学2年生を対象。オーディションの頻度はプチ㋲と同じく年に1回。
プロフィール順
| 名前     | 愛称       | 事務所                     |
| -------- | ---------- | -------------------------- |
| 浅井陽人 | アサハル   | スターダストプロモーション |
| 大野遥斗 | ハル       |                            |
| 荘司亜虎 | アコ       |                            |
| 柊木陽太 | ヒナタ     |                            |
| 岩田琉聖 | リュウセイ | キャロット                 |
| 犬塚瑛斗 | エイト     | EXPG STUDIO NAGOYA         |
| 榎本司   | ツカサ     |                            |

### 読者モデル
- 「コーディネート選手権」等で毎号読者モデルを募集しており、その応募者数は1回につき3000～5000人くらいである。
- 女子小学生だけでなく、男子でも応募が可能。

#### 読者モデル出身のプチ㋲（卒業生も含む）
読者モデルとして評判が良かった者は、プチ㋲になることが出来る。
- 榊原美紅
- 赤塚莉名
- 熊谷菜央
- 下谷美憂
- 五十嵐ありさ
- 松本萌乃
- 山下愛葵
- 金泉杏美
- 杉本愛莉鈴（さくら学院の元メンバー）
- 小林歩佳
- 関りおん
- 丸山蘭奈
- 岩崎春果
- 石田結耶

#### 読者モデルリーダーズ
- 2011年6月号にてカリスマプチ読が大量に卒業したため、カリ読の体制を引き継いだ形で2011年8月号に誕生した。略称は「読リー」。
- 通常の読者モデルが出演する企画（コーディネイト選手権など）の他にも、読者モデルリーダーズの特集にも登場する。

八神茉莉（まりちゃん）
山本芽衣美（めぃめろ）
窪美優（ゆめにゃん）
山内咲彩（さーちゃん）
高橋ゆい（ゆいぴ）
加藤愛莉（あいべりー）
桃瀬ひなり（ひなりん）

##### 読者モデルリーダーズOG
横島アエリ（元カリスマプチ読、AKB48元メンバー）
日下部美愛（元カリスマプチ読、元Prizmmy☆メンバー）
小西梨花
浜田彩加（Jumpin'元メンバー、Cupitronメンバー）
池田愛梨
湯浅璃々愛
村上想楽
山崎詠万（元SENDAI Twinkle☆moonメンバー）
中崎花音（別名・かのん、元:ニコ☆プチKIDSモデル、2018年度-2019年度すイエんサーガールズ）
吉田莉々加
大村莉未
上村歩未
内藤かれん
福田理紗
大川葉月
アイリーン（別名：関アイリーン、元ニコ☆プチKIDSモデル、元JSガール専属モデル)
丸山蘭奈（元・プチモ、元・Popteen専属モデル）
沖本里緒（元NAGOYA Chubuメンバー、元Jumpin'メンバー）
萩生田菜波
新川夕海
岩城優里（元PINKYCASEメンバー）
貝瀬彩菜
珠李（元・Popteen読者モデル）
長谷川愛里（元・乙女新党メンバー、現・LOVE berryモデル）
浅原凜
大串茉鈴
中村りおん（元・Popteenレギュラーモデル、現・nuts専属モデル）
彦田優梨夏
阿部夢梨（元・SUPER☆GiRLSメンバー、元トーキョー夢ぴよ組メンバー、元Jumpin'メンバー）
大森莉鈴
上野沙耶香
斎藤汐梨
石田結耶（元：「ニコ☆プチ」専属モデル）
武内愛莉
角紫音
増岡ゆあ
富本愛瑠
熊田らら
吉川有笑
貴志莉音
柴田妃夏
秋本莉奈
藤田愛羽
須藤紅
高木凜汐
加藤綾乃（ミスマガジン2023 審査員特別賞）
磯﨑莉愛
白木姫菜
中沢胡々菜
石丸ひなた

##### カリスマプチ読
2009年4月号から、読者アンケートで人気の高い読㋲のことを「カリスマプチ読」と呼ぶようになった。略称は「カリ読」。2011年6月号を以て終了した。
- 真島なおみ
- 勝呂玲羅
- 杉浦莉子
- 前川琳菜（元・Ranzukiモデル）
- 廣岡まりあ
- 添田稀らら
- 中島由貴
- 西村珠麗
- 日下部美愛（元Prizmmy☆）
- 横島アエリ（元AKB48）
- 小林晏夕（元東京パフォーマンスドール）
- 深沢明莉
- 菅野冬華
- 脇田璃奈（元カレッジ・コスモス)
- 市野晶子

##### 東京おしゃれリーダーズ
2010年12月号にコーデ選手権の常連の読㋲で結成されたユニット。略称は「おしゃリー」。カリ読と肩を並べる人気を博した。2011年6月号で解散。
- 脇田璃奈（元カレッジ・コスモス)
- 大関遥
- 池田真唯
- 斉藤紫乃
- 新堀葵

元メンバー
- 飯島七海 - 競合誌に移籍したため脱退

#### その他、読者モデルとして登場したことがある主な芸能人
- 飯窪春菜（元モーニング娘。、元ラブベリー専属モデル）
- 田中若葉（元nicola専属モデル）
- 斎藤ちはる（元乃木坂46、現テレビ朝日アナウンサー）
- 佐藤美咲（元凸凹凸凹-ルリロリ-、元DiaDaisy専属モデル）
- 辻森瑞生（元DiaDaisy専属モデル）
- 白間美瑠（元NMB48）
- 高橋胡桃（ChocoLe、元アイドリング!!!）
- 石田佳蓮（元アイドリング!!!、元ラブベリー専属モデル）
- 佐藤葵（元ピチレモン専属モデル）
- 宮原華音（2012年度三愛水着イメージガール、2015年度-2016年度すイエんサーガールズ）
- 廣田あいか（元私立恵比寿中学）
- 大谷凜香 (元nicola専属モデル）
- 倉野尾成美（AKB48）
- 岡田愛（元さくら学院、元ちゃおガール、元おはガール）
- 一ノ瀬陽鞠（Popteenレギュラーモデル）

## 少女漫画誌『ちゃお』とのコラボレーション
小学館の漫画雑誌『ちゃお』は、2012年2月号の「好きなものランキング」の好きなマンガ部門で2位を獲得するなど、ニコ☆プチ読者から高い人気を得ている。出版社が競合する上、『ちゃお』の競合誌である『なかよし』（講談社）や『りぼん』（集英社）の専属モデルをしているプチ㋲がいるのにもかかわらず、コラボレーションが多数行われている。
めちゃモテ×ニコ☆プチガールズコレクション2010秋
- 本誌および『ちゃお』の漫画作品『極上!!めちゃモテ委員長』と合同で行われたファッションショー。
- このショーの模様は、DVD「めちゃモテライブ2010秋」（ポニーキャニオン）の特典映像として収録されている。

W委員長コーディネート対決!!
- プチ㋲の西埜実見扮する「めちゃカワ委員長」と「めちゃモテ委員長」の北神未海（小川真奈）、どちらの方がおしゃれか対決をする、本誌2010年2月号にて行われた着まわし企画の物語。
- この企画は行われることは、『ちゃお』2010年2月号にて告知された。

読者モデル★リリコ
- 本誌で2010年12月号から2012年2月号まで連載されていた小説。挿し絵を『ちゃお』の漫画家である葵みちるが描いた。

ラブリー★スナップ～輝く未来はここにある!!～
- 『ちゃお』2012年2月号に掲載された、本誌読者モデルをテーマにした漫画。描いたのは咲坂芽亜。咲坂の『ちゃお』移籍第1作目でもある。

ちゃおガールセレクトオンライン「ニコ☆プチ連動！好きなヘアアレンジ総選挙キャンペーン」
- ちゃおガールセレクトオンラインにて、期間限定でプチモが身に付けた好きなカールシーガールの髪型を投票する企画が行われていた。

ちゃおガールオーディション2012
- 『ちゃお』の専属モデル（ちゃおガール）を決めるオーディション。グランプリ受賞者（岡田愛）は、本誌にモデルとして登場できる。

## ニコ☆プチKiDS
- ニコ☆プチの別冊付録。
- 「小学校低学年のためのおしゃれブック」として2008年春号に創刊。
- 現在はニコ☆プチの1コーナーとして掲載。
- 洋服のサイズ展開は90cm～130cm

### モデル
- ニコ☆プチと同様、専属モデルである「KiDSモデル」と読者モデルに分かれている。
- コーディネート選手権の代わりに、「ママスナップ」というコーナーが存在する。コーデ選手権とは異なり、応募写真がそのまま掲載される[注 31]。

#### 現役KiDSモデル
關未茉
嵯峨レア
福岡姫乃
佐藤笑璃
小林紗也佳
吉田向茉莉

#### 主なKiDSモデル卒業生
中園侑奈（元プチ㋲）
磯野莉音（元さくら学院メンバー）
アイリーン（別名：関アイリーン、元スーパー読者モデル、元JSガール専属モデル）
其原有沙（元乙女新党メンバー、元すイエんサーガールズ、現ラブベリーモデル）
佐藤葉月
中崎花音（別名：かのん、元スーパー読者モデル、2018年度-2019年度すイエんサーガールズ）
谷花音
土屋希乃（元プチ㋲）
庄司凜花（元プチ㋲）
安藤心絆（元キラモ）
岩田琴楓（元：琴楓・元プチ㋲、現：瀬戸琴楓・現STモ）
堰沢結衣（元てれび戦士）
森﨑美月（元プチ㋲）
大里菜桜（元プチ㋲）
佐々木逢介（現キューガル・キューボイ）
鈴木夢奈（現キューガル・レギュラーモデル）
武者愛子（現キューガル）
池村咲良（現てれび戦士）
大野さき（現てれび戦士）
大塩優芽

## 掲載ブランド
- mezzo piano junior
- pom ponette
- ANGEL BLUE
- DAISY LOVERS
- BLUE CROSS GIRLS
- Lindsay
- RONI
- INNER PRESS
- SISTERJENNI
- JENNILOVE
- ALGY
- BANANA CHIPS
- Shirley Temple
- grafia
- Barbie
- Diable
- xoxogirls
- EARTHMAGIC
- GAP
- Burberry
- MINIMAGLIA
- Lipstoa
- リズリサドール
- 組曲ピュルテ
- THE SCOTCHHOUSE
- pink shower

- TOPNOTE
- GapKids
- Diable
- PEACH POODLE
- INGNIFirst
- shirleyTemple
- CHEERJUNIOR
- ZIDDY
- RALPHLARENGirls
- FIORUCHI
- George
- NEXT STORY
- LOVERS HOUSE
- CHUBBY GANG
- Boomy Roomy
- UNIQLO
- hiromichi nakano children
- NIKE KIDS
- KAJIN
- CHOOP（ブランド）
- Le cocone

など